# 常栄寺 (海津市)
常栄寺(常榮寺、じょうえいじ)は岐阜県海津市平田町今尾にある宝塔両尊仏を本尊とする日蓮宗の寺院で、山号は翠光山。今尾藩領主竹腰氏の領内菩提寺である。

## 歴史
創建不詳。鯰池付近に建立されていたと伝わるが、今尾城主の市橋長勝がその室である常照院殿日栄大姉の追善供養のために現在地に移して日蓮宗妙伝寺6世の日恵を開基として再建した。その際に山号を市橋山と称した。現在でも市橋山という刻まれた碑が山門近くに残っている。慶長15年(1600年)に市橋氏が転封したため檀越を失うが、その後今尾陣屋に入った竹腰氏がその領内菩提寺と山号を翠光山と改めて外護するようになった。現在の伽藍は明治元年(1868年)に再建されたものである。
宝暦年間に行われた宝暦治水で殉職した薩摩藩の武士、黒田唯右衛門他5名の墓があり岐阜県の史跡に指定されている。